# اون پائین به کارت ادامه بده
اون پائین به کارت ادامه بده (انگلیسی: Keep It Up Downstairs) که با نام پیشخدمت محبوب من هم شناخته می‌شود، یک فیلم کمدی بریتانیایی به کارگردانی رابرت یانگ است که در سال ۱۹۷۶ منتشر شد.

## داستان
این فیلم ماجراهای ساکنان شهوت‌زده‌ی قلعه‌ی ورشکسته‌ی "کاک‌شوت" را در سال 1904 روایت می‌کند و تلاش‌های لرد و لیدی کاک‌شوت را نشان می‌دهد که می‌خواهند برای پسر بی‌علاقه‌شان، پرگرین، که مخترعی عجیب‌وغریب است، همسری ثروتمند پیدا کنند.

## بازیگران
- دایانا دورس
- جک وایلد
- فرانسواز پاسکال
- سو لانگهرست
- ماری میلینگتون